# Église Notre-Dame-de-la-Délivrance
Pour les articles homonymes, voir Église Notre-Dame et Notre-Dame.
L'église Notre-Dame-de-la-Délivrance est une église catholique de l'île de La Réunion, département d'outre-mer français dans le sud-ouest de l'océan Indien.

## Localisation
Elle est située dans le quartier de Petite Île, sur la rive gauche de la Rivière Saint-Denis, en aval du quartier de La Redoute et en face du centre-ville.

## Description
Construite en pierres éclatées maçonnées à la chaux de 1893 à 1897, l'église bénéficie d'un décor intérieur réalisé au début du XXe siècle par un Spiritain, le père Fulbert, et rénové en 2015 et 2016.

## Historique
L'église a bénéficié d’une restauration extérieure de 2009 à 2011.
Cet édifice de style gothique toscan fut inscrit à l'inventaire des Monuments historiques le 29 mars 1996,. Cette inscription fut annulée et remplacée par un classement le 29 décembre 2005.

## Cultes
Il s'agit d'un ensemble cultuel consacré au culte marial mais aussi à celui de saints très présents dans les pratiques religieuses locales à l'image de saint Expedit et de saint Michel. Une statue de la Vierge est positionnée en avant de l'édifice et une chapelle lui est consacrée à l'intérieur de l'édifice.

## Galerie

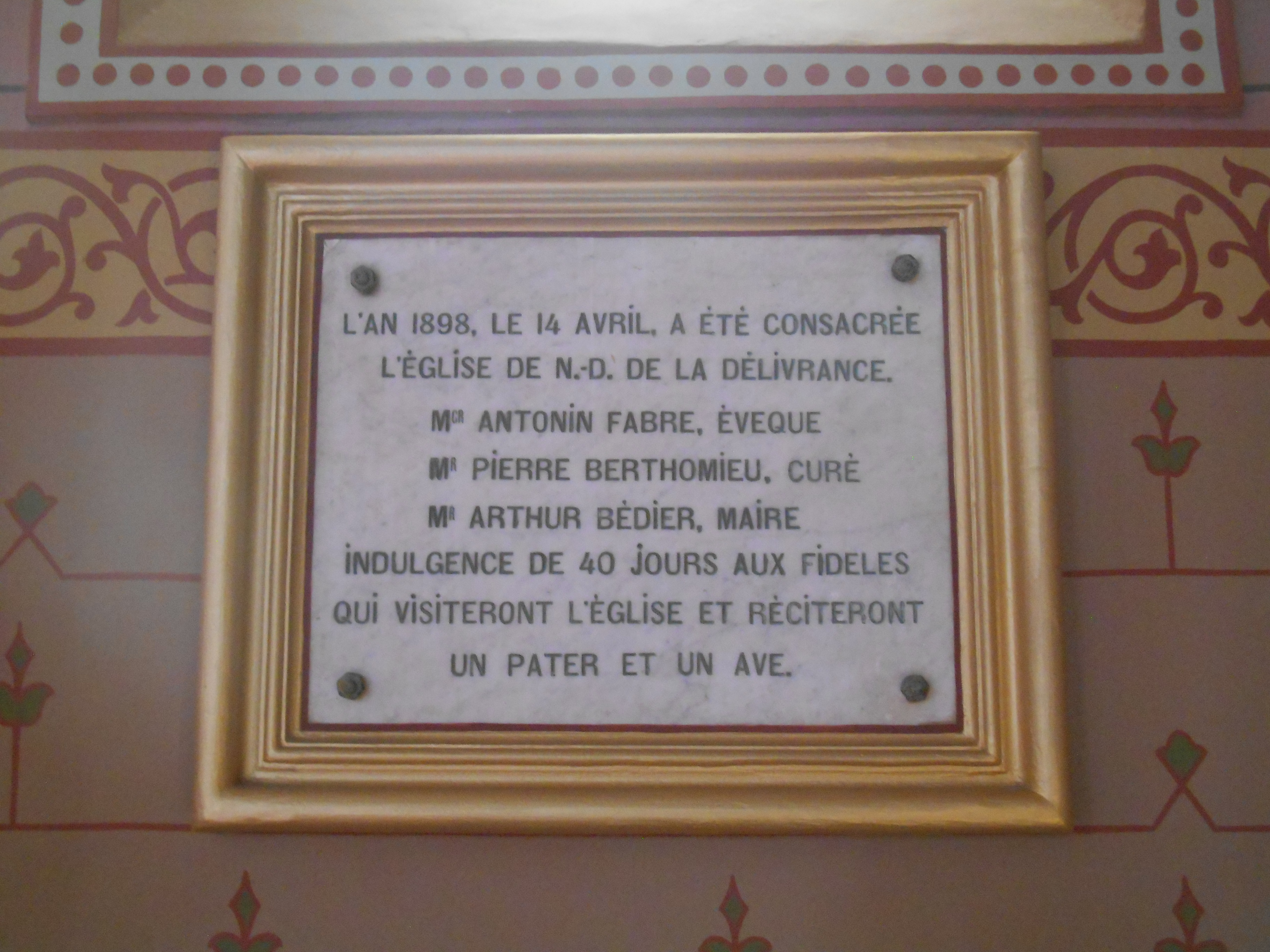
Plaque commémorative.
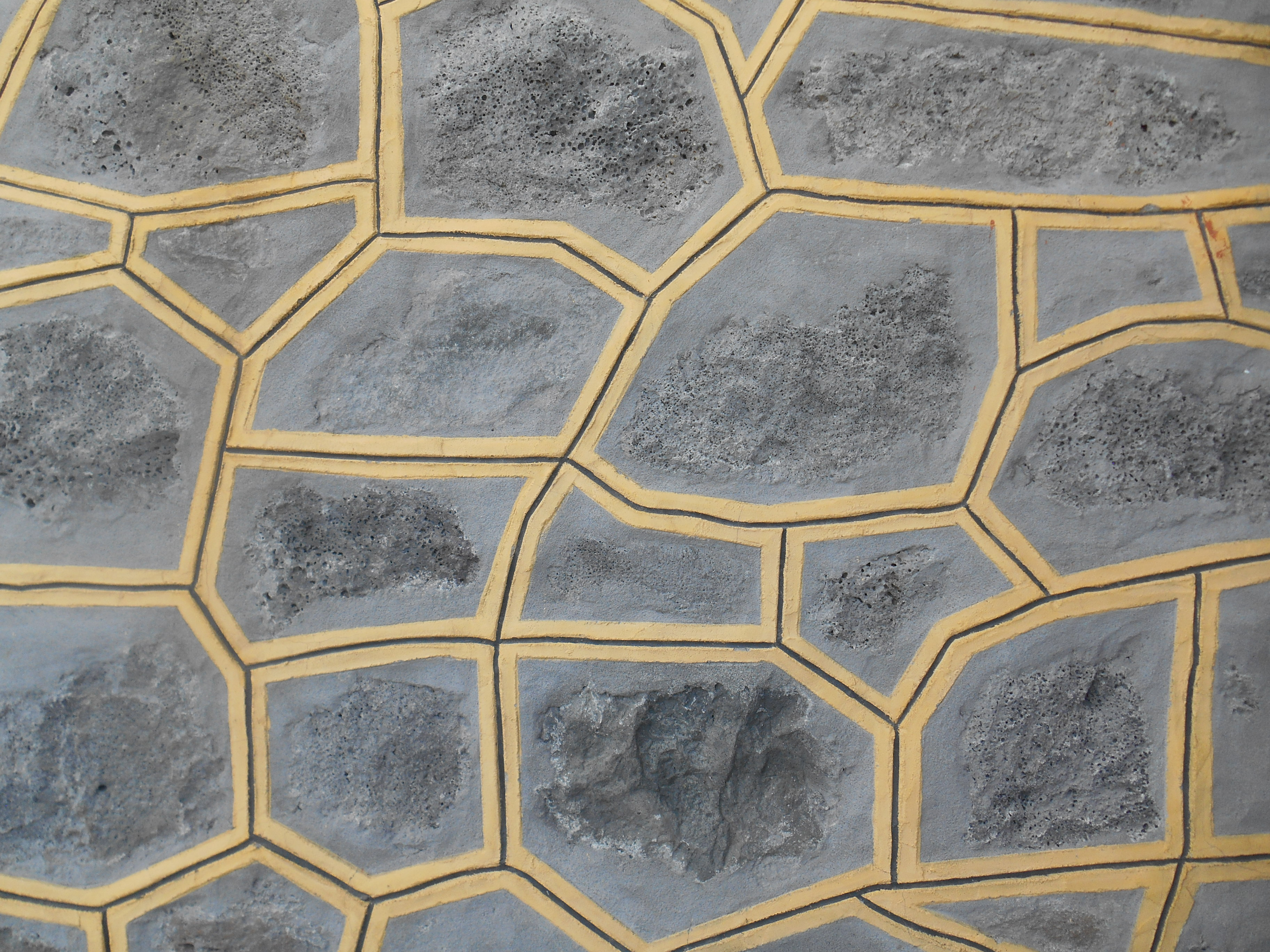
Parement en basalte des façades de l'église.
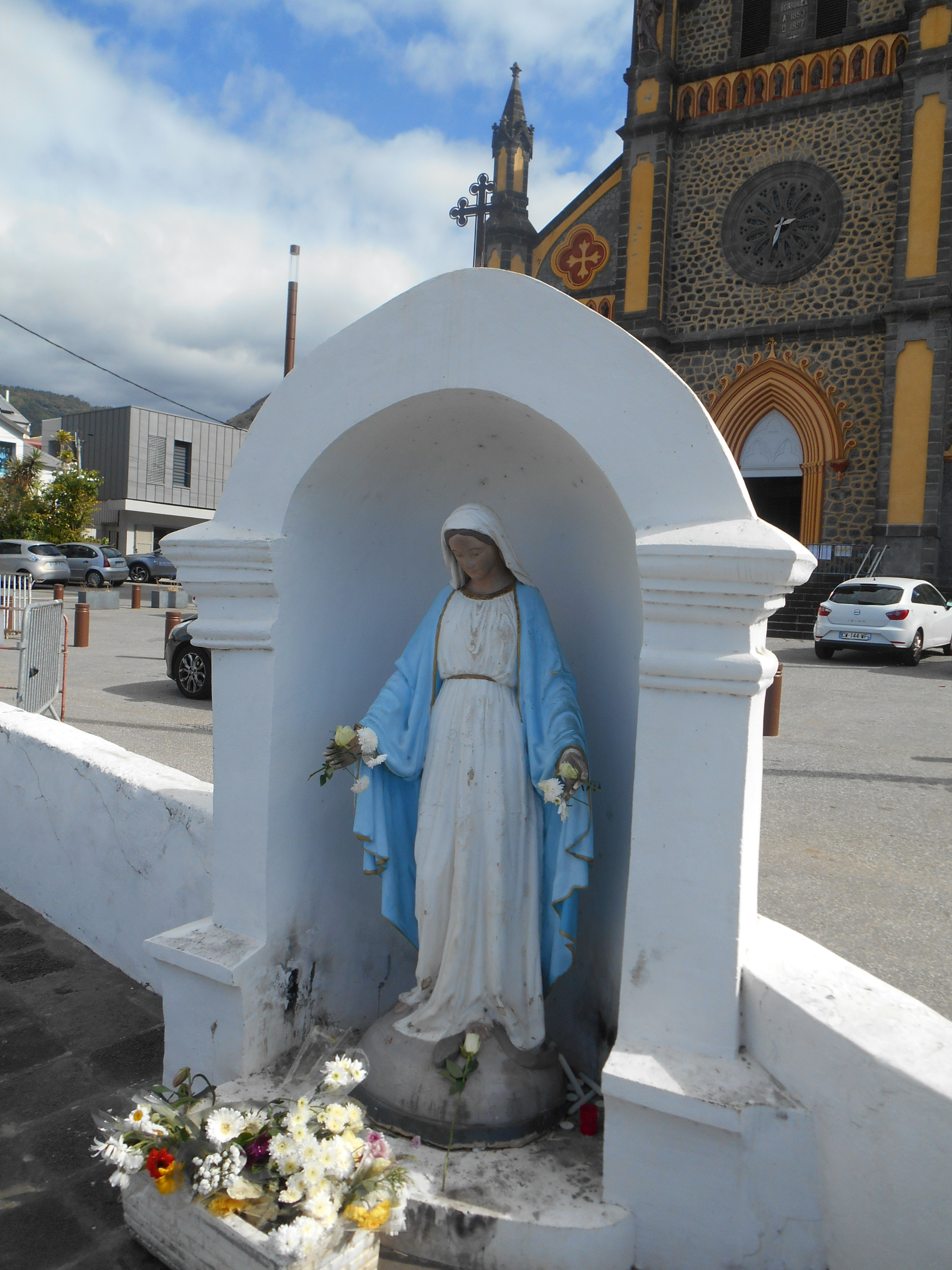
Vierge de l'esplanade de l'église.